# Bernhard Degenhart
Bernhard Degenhart (* 4. Mai 1907 in München; † 3. September 1999 ebenda) war ein deutscher Kunsthistoriker.

## Leben
Degenhart studierte nach dem Abitur am Humanistischen Gymnasium Giesing 1926 Kunstgeschichte in München. Im Wintersemester 1927/28 war er in Berlin „als Studierender der Philosophie“ eingeschrieben, im anschließenden Sommersemester 1928 wechselte er an die Universität Wien und besucht dort Veranstaltungen der Archäologie und Kunstgeschichte. Er beendete 1931 seine Dissertation zu den Schülern von Lorenzo di Credi in München, seine Doktorväter waren August Liebmann Mayer und Wilhelm Pinder. Nach dem Rücktritt Mayers wegen antisemitischer Ressentiments war nur Wilhelm Pinder, auf dessen und anderer Betreiben A.L. Mayer von seiner Stellung als Kustos an der Bayerischen Staatsgemäldegalerie und gleichzeitig seiner Professur an der Ludwig-Maximilians-Universität München und anderen zurückgetreten war, beim Rigorosum anwesend. Anschließend absolvierte er ein Volontariat bei den Staatsgemäldesammlungen München. 1932/33 erhielt er ein Stipendium für das Kunsthistorische Institut in Florenz und dann von Oktober 1933 bis August 1939 eine Assistentenstelle an der Bibliotheca Hertziana in Rom. Am Kunsthistorischen Institut lernte Degenhart 1935 seine erste Frau, die Fotografin und Kunsthistorikerin Hilde Lotz-Bauer kennen, die Ehe hielt aber nur bis 1939.
Degenhart spezialisierte sich in der Folgezeit auf die Künstler des Quattrocento. Ab 1941 widmete sich Degenhart intensiv Pisanello. Zwischen 1939 und 1945 war er Kustos  an der Albertina in Wien. In Wien lernte er die Keramikkünstlerin Adelgunde Krippel kennen, die er 1943 heiratete. Durch sie kam er mit wichtigen Persönlichkeiten der österreichischen Kunstszene in Kontakt, darunter Kajetan Mühlmann, einen der wichtigsten Kunsträuber der Nationalsozialisten. Degenhart war 1940/41 Mitglied einer Gruppe von Kunsthistorikern unter der Führung Mühlmanns („Dienststelle Mühlmann“ in Den Haag), die an der Beschlagnahmung und Verwertung von Kunstwerken aus jüdischem Besitz in den Niederlanden und in Polen mitwirkten. Ab 1943 war er bei der Waffenstillstandskommission in Turin eingesetzt. Im April 1945 war er für den deutschen Kunstschutz in Italien tätig.
Im Dezember 1949 wurde Degenhart Konservator an der Staatlichen Graphischen Sammlung München und zum 1. Dezember 1965 deren Direktor. Zum 31. Dezember 1970 ging er in den Ruhestand.
Degenharts Spezialgebiet waren die Zeichnungen der italienischen Frührenaissance, insbesondere auch Antonio Pisanello. In den 1950er Jahren begann er das Corpus der italienischen Zeichnungen 1300–1450. Mit Annegrit Schmitt, die er nach dem Tod seiner zweiten Frau geheiratet hat, publizierte Degenhart mehrere Bände des Corpus. 

## Ehrungen
- Ordentliches Mitglied der Bayerischen Akademie der Wissenschaften (1986)[1]
- Mitglied der Bayerischen Akademie der Schönen Künste
- Ehrendoktorwürde der Universität München
- Bayerischer Maximiliansorden für Wissenschaft und Kunst (1984)
- Großes Bundesverdienstkreuz (1989)

## Schriften (Auswahl)
- Antonio Pisanello. A. Schroll & Co., Wien 1940
- Europäische Handzeichnungen: Aus 5 Jahrhunderten. Atlantis-Verlag, Berlin, Zürich 1943
- Italienische Zeichnungen des frühen 15. Jahrhunderts. Amerbach-Verlag, Basel 1949
- Furtwängler: Arbeitsskizzen eines Bildhauers. Gebr. Mann Verlag, Berlin 1954
- Italienische Zeichner der Gegenwart. Gebr. Mann Verlag, Berlin 1956
- Marcello Mascherini. Städtische Galerie, München 1957
- mit Peter Halm, Wolfgang Wegner: Hundert Meister-Zeichnungen aus der Staatlichen Graphischen Sammlung München. Prestel, München 1958
- mit Theodor Heuss: Hans von Marées: Die Fresken in Neapel. Prestel, München 1958
- mit Karl-Heinz Hering und Ewald Rathke: Italienische Aquarelle und Zeichnungen der Gegenwart. Kunstverein für die Rheinlande und Westfalen, Düsseldorf 1960
- Emilio Greco: Kupferberg, Berlin/Mainz 1960
- mit Annegrit Schmitt: Jacopo Bellini: Die Zeichnungen. Prestel, München 1984, ISBN 3-7913-0669-3.
- mit Annegrit Schmitt: Pisanello und Bono da Ferrara. Hirmer, München 1995, ISBN 3-7774-6580-1.
- mit Annegrit Schmitt: Corpus der italienischen Zeichnungen 1300–1450. Biering & Brinkmann, München